# Гак, Славко
Сла́вко Гак (серб. Славко Гак, 9 июня 1980) — сербский ватерполист, член ватерпольного клуба «Будванская ривьера» и сборной Сербии, победитель Чемпионата мира 2009 в Риме. Играет на позиции защитника. К окончанию Чемпионата мира 2009 провёл за ватерпольную сборную Сербии 80 матчей и забил 29 голов.